# Леини (Торино)
Леини је насеље у Италији у округу Торино, региону Пијемонт.
Према процени из 2011. у насељу је живело 13644 становника. Насеље се налази на надморској висини од 250 м.